# 徐成光
徐成光（1967年4月—），男，山东郯城人。中华人民共和国政治人物。现任中华人民共和国交通运输部副部长。

## 生平
2012年5月起历任交通运输部路网监测与应急处置中心副主任（副局级）、交通运输部政策研究室副主任；
2016年1月任交通运输部政策研究室主任（正局级）；
2017年4月任交通运输部办公厅主任；
2021年6月任交通运输部总规划师兼综合规划司司长；
2022年4月任交通运输部党组成员、副部长，兼总规划师、综合规划司司长；
2022年6月任交通运输部党组成员、副部长，兼总规划师、综合规划司司长、直属机关党委书记。